# Clematodes
Clematodes es un género de saltamontes perteneciente a la subfamilia Copiocerinae de la familia Acrididae, y está asignado a la tribu Clematodini. Este género se  distribuye en México y en una pequeña zona al suroeste de los Estados Unidos.

## Especies
Las siguientes especies pertenecen al género Clematodes:
- Clematodes larreae Cockerell, 1901
- Clematodes vanduzeei Hebard, 1923